# چهچه‌زن پولکی
چهجه‌زن پولکی (نام علمی: Argya aylmeri)، گونه‌ای از پرندگان خانواده توکایان خندان است. همچنین به نام لیکوی چشم‌برهنه شناخته‌شده‌است. در اتیوپی، کنیا، سومالی و تانزانیا یافت می‌شود. زیستگاه طبیعی آن بوته‌زارهای نیمه‌گرمسیری یا استوایی خشک است.
این گونه در گذشته در سردهٔ لیکوها قرار می‌گرفت، اما پس از انتشار یک مطالعه جامع تبارزایی مولکولی در سال ۲۰۱۸، به سردهٔ احیا شده Argya منتقل شد.